# Razengues
Razengues település Franciaországban, Gers megyében. Lakosainak száma 250 fő (2022. január 1.). Razengues Roquelaure-Saint-Aubin, Beaupuy, Catonvielle, Clermont-Savès, Escornebœuf és Monferran-Savès községekkel határos.

## Népesség
A település népessége az elmúlt években az alábbi módon változott:
| Lakosok száma | 96   | 84   | 93   | 159  | 216  | 227  | 239  | 245  | 251  | 250  |
|               | 1968 | 1982 | 1990 | 2006 | 2013 | 2015 | 2017 | 2019 | 2020 | 2022 |